# 30330 Tiffanysun
30330 Tiffanysun è un asteroide della fascia principale. Scoperto nel 2000, presenta un'orbita caratterizzata da un semiasse maggiore pari a 2,3511262 UA e da un'eccentricità di 0,1419284, inclinata di 6,88141° rispetto all'eclittica.